# Sagraea munchicana
Sagraea munchicana är en tvåhjärtbladig växtart som beskrevs av Gustavo Lozano-Contreras och N.Ruiz-r.. Sagraea munchicana ingår i släktet Sagraea och familjen Melastomataceae. Inga underarter finns listade i Catalogue of Life.